# Bürgerball-Polka
Die Bürgerball-Polka ist eine Polka von Johann Strauss (Sohn) (op. 145). Das Werk wurde am 14. Februar 1854 im Redouten Saal der Wiener Hofburg erstmals aufgeführt.